# Rally Ciudad de Oviedo de 1972
El Rally Ciudad de Oviedo de 1972, oficialmente 9.º Rallye Ciudad de Oviedo, fue la novena edición y la decimocuarta cita de la temporada 1972 del Campeonato de España de Rally. Se celebró del 7 al 8 de septiembre y contó con un itinerario de nueve tramos que sumaban un total de 109 km cronometrados.
En el primer tramo el piloto Eladio Doncel que conducía un Porsche 911 sufrió un fuerte accidente en el que se llegó a temer por su vida. Su copiloto Mantecón fue operado de un tobillo mientras que él sufrió veintidós fracturas. Este suceso produjo la retirada de la competición de Doncel y la mala gestión por parte de los servicios sanitarios provocó la caída del calendario nacional de la prueba. La recuperaría un año más tarde, en 1974.

## Itinerario
| Día   | Tramo | Nombre             | Ganador        | Líder               |
| ----- | ----- | ------------------ | -------------- | ------------------- |
| Día 1 | TC1   | La Venta del Jamón | Manuel Juncosa | Manuel Juncosa      |
| Día 1 | TC2   | La Ermita          |                | José Pavón          |
| Día 1 | TC3   | Fito               |                | Estanislao Reverter |
| Día 1 | TC4   | La Campa           |                | Bandera de ?        |
| Día 1 | TC5   | Santo Emiliano     |                | Bandera de ?        |
| Día 1 | TC6   | El Padrún          |                | Bandera de ?        |
| Día 1 | TC7   | Buenos Aires       |                | Bandera de ?        |
| Día 1 | TC8   | La Encrucijada     |                | Bandera de ?        |
| Día 1 | TC9   | La Manzaneda       |                | Estanislao Reverter |
| Día 1 | TC10  |                    |                | Bandera de ?        |
| Día 1 | TC11  |                    |                | Bandera de ?        |
| Día 1 | TC12  |                    |                | Estanislao Reverter |

## Clasificación final
| Pos. | Piloto                   | Copiloto              | Automóvil                | Tiempo  | Diferencia |
| ---- | ------------------------ | --------------------- | ------------------------ | ------- | ---------- |
| 1.   | Estanislao Reverter      | Antonio Reverter      | Alpinche                 | 1:14:47 | 0.0        |
| 2.   | Manuel Juncosa           | Víctor Sabater        | SEAT 1430-1600           | 1:15:48 | +1:01      |
| 3.   | Jorge Bäbler             | José Adell            | SEAT 1430                | 1:16:15 | +1:28      |
| 4.   | «Memo» Suárez            | José María Bascarán   | Simca Rallye             | 1:21:49 | +7:02      |
| 5.   | Aladino Martínez         | Ramón Mario Fernández | Renault 8 Gordini        | 1:22:31 | +7:44      |
| 6.   | Pedro Román Anchia       | José Ramón Lecertua   | SEAT 1430                | 1:22:49 | +8:02      |
| 7.   | Carlos F. Miranda        | César Jiménez         | Simca Rallye             | 1:23:37 | +8:50      |
| 8.   | Miguel Martínez Miguélez | José Carlos Mortera   | Alpine-Renault A110 1300 | 1:24:54 | +10:07     |
| 9.   | Tino Manjoya             | José Ramón Martínez   | Renault 8 TS             | 1:25:22 | +10:35     |
| 10.  | Germán Testa             | Isabel Errasti        | SEAT 1430                | 1:25:46 | +10:59     |